# The Lone Defender
The Lone Defender é um cinesseriado estadunidense de 1930, gênero ação e aventura, dirigido por Richard Thorpe, em 12 capítulos, estrelado por Rin-Tin-Tin, Walter Miller, June Marlowe e Josef Swickard. Foi produzido e distribuído pela Mascot Pictures, e veiculou nos cinemas estadunidenses a partir de 5 de março de 1930.
Este foi o primeiro seriado da Mascot totalmente sonorizado, pois o seriado anterior, The King of the Kongo, era sonorizado apenas parcialmente. Foi este, também, o primeiro seriado de Rin Tin Tin na Mascot, após ter saído da Warner Bros., sob a alegação de que imagens de animais não funcionariam como cinema sonoro. Ele também estrelou o seriado posterior, The Lightning Warrior, considerada sua última aparição. A Mascot fez um terceiro seriado, The Adventures of Rex and Rinty, mas o Rin Tin Tin já não era o mesmo cão.
O enredo gira em torno de Rin Tin Tin como “Rinty” e uma mina de ouro secreta sendo disputada pelo criminoso Cactus Kid e os legítimos proprietários. O seriado foi editado em forma de longa metragem e lançado sob o mesmo título em 1934.

## Sinopse
O garimpeiro Juan Valdez é assassinado por Cactus Kid e seu bando, na tentativa de descobrir a localização de sua mina de ouro. O cachorro de Valdez, Rinty, testemunha o assassinato e, pelo fato de ser capaz de levar a gangue até a mina, torna-se alvo de vilões. Além disso, Rinty precisa ajudar a filha de Valdez, Dolores, a encontrar e reivindicar a mina, enquanto é acusada pelo fato de um lobo atacar o rebanho local.
A misteriosa figura de Ramon está constantemente por perto, ouvindo partes das conversas dos vilões. Ele parece ser um outro bandido, mas suas ações parecem contradizer isso. Durante o curso do seriado, é revelado que Ramon é, na verdade, Marco Roberto, um agente do Departamento de Justiça dos Estados Unidos.

## Elenco
- Rin-Tin-Tin … "Rinty", cão de Juan Valdez
- Walter Miller … Marco Roberto/Ramon
- June Marlowe … Dolores Valdez, filha de Juan Valdez
- Josef Swickard … Juan Valdez, garimpeiro
- Buzz Barton … Buzz
- Lee Shumway … Amos Harkey
- Julia Bejarano … Maria
- Lafe McKee … Sherife Billings
- Arthur Morrison … Limpy
- Frank Lanning … Burke
- Bob Kortman … Jenkins, capanga de Cactus Kid
- Victor Metzetti … Red, capanga de Cactus Kid
- Otto Metzetti … parceiro de Red

## Capítulos
1. Mystery of the Desert
2. The Fugitive
3. Jaws of Peril
4. Trapped
5. Circle of Death
6. Surrounded by the Law
7. The Ghost Speaks
8. Brink of Destruction
9. The Avalanche
10. Fury of the Desert
11. Cornered
12. Vindicated

Fonte: